# Société du Komo

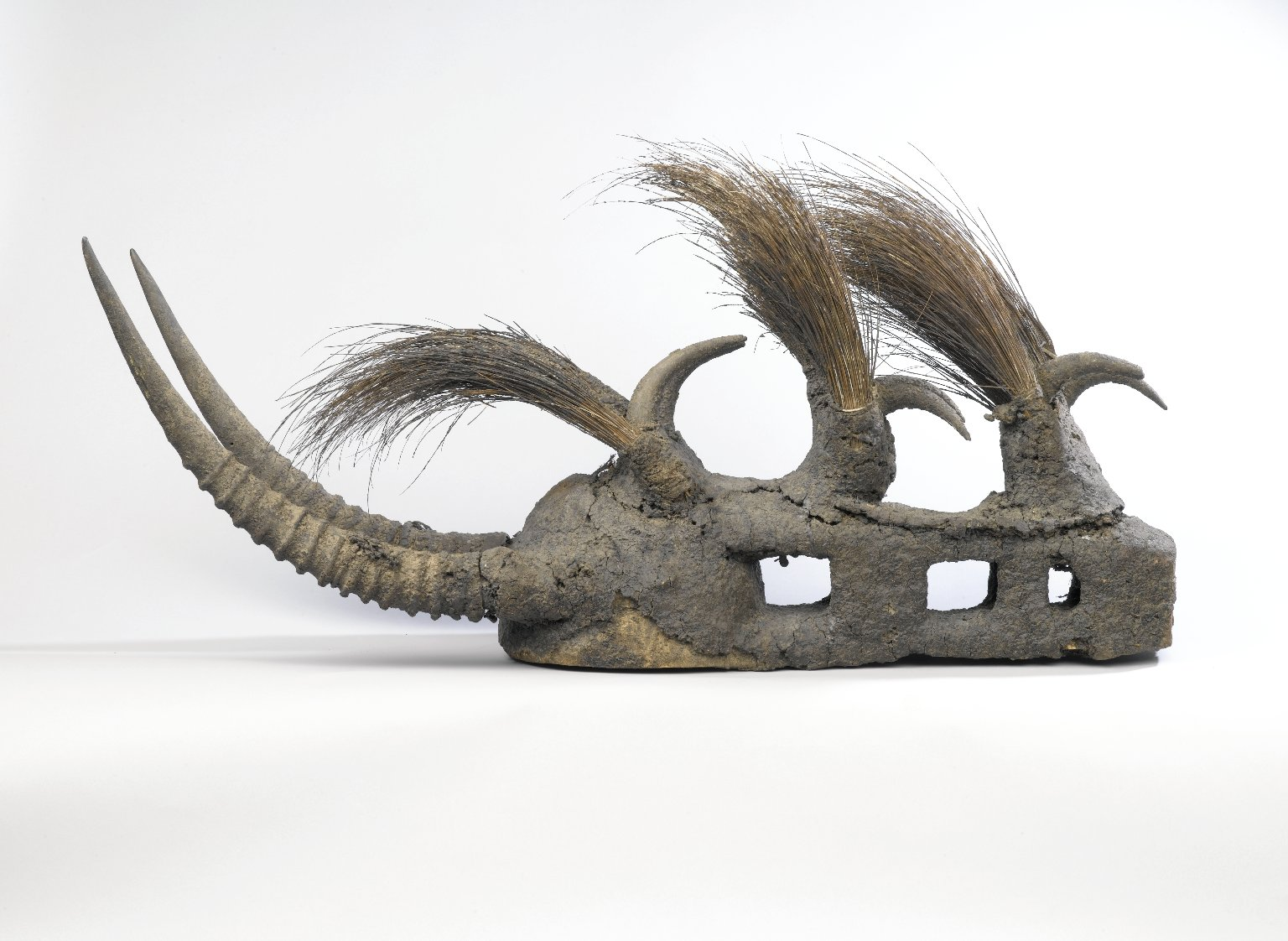
Masque de la société du komo

Société secrète d'initiation du groupe ethnique des Bambaras (Bamanas), le Komo est une institution socio-religieuse commune aux Malinkés et aux Bambaras. Le komo fait suite au N'tomo (société N'tomo, sociétés des incirconcis) ; il introduit l'enfant au savoir pour son éducation religieuse, culturelle, sociale et politique après la circoncision. Le terme Komo désigne le complexe formé en principe dans chaque village par les sociétaires vivants et morts, le sanctuaire et ses autels (boliw), leur chef responsable, le masque.

## Sources
- Mali : information sur une religion ou un culte appelé « komo », y compris les groupes ethniques qui la pratiquent, l'âge et les conditions d'adhésion, les rituels d'initiation ainsi que les risques que court un initié s'il décide de se retirer, Direction des recherches, Commission de l'immigration et du statut de réfugié, Canada, 14 janvier 2004.
- Religions de l'Afrique Noire, Claude Tardits et Germaine Dieterlen, École pratique des hautes études, Section des sciences religieuses. Annuaire 1969-1970. Tome 77, 1968, pp. 132-138.